# Phish
Phish 是美國的搖滾樂團，他們以加長的現場即興演奏、嘗試不同類型的音樂、有忠實的樂迷(phans)而出名，自從1983年佛蒙特州立大學時代，樂團的四個成員已經在一起表演了20多年，2004年8月解散後又再一次在2009年複合。